# Caperonia linearifolia
Caperonia linearifolia är en törelväxtart som beskrevs av Augustin François César Prouvençal de Saint-Hilaire.
Caperonia linearifolia ingår i släktet Caperonia och familjen törelväxter. Inga underarter finns listade i Catalogue of Life.